# Sr. y Sra. Castor
El Sr. y la Sra. Castor son personajes ficticios de Las Crónicas de Narnia, heptalogía de C. S. Lewis. Estos castores son los constructores de la presa denominada Dique de los Castores, y son las primeras criaturas parlantes de Narnia con las que tienen contacto los hermanos Pevensie. Sus papeles son importantes en El león, la bruja y el ropero, y aparecen brevemente en La última batalla.

## Descripción
El Sr. y la Sra. Castor abrigan a los niños Pevensie en su casa (el Dique de los Castores) tras llegar a Narnia. Ellos los alimentan y primero les hablan de Aslan y la profecía que directamente se refiere a los cuatro niños como piezas clave para la derrota final de Jadis (la bruja blanca) y su reinado. Ellos también revelan que el Sr. Tumnus ha sido apresado por la Bruja Blanca; el Sr. Castor habló con él justo antes de su detención, y también habló con las personas que lo habían visto, incluyendo sus captores que después se dirigieron "hacia el norte" (hacia el castillo de la Bruja Blanca).
Durante este tiempo, Edmund sale del dique de los castores para ir al palacio de la bruja, y aunque su ausencia no se detecta hasta que fue demasiado tarde, el Sr. Castor estaba seguro de que Edmund se había ido para verse con la bruja, ya que él tenía el aspecto de alguien que había estado con ella, además de que no le había dicho a los demás lo que había hecho o conocido cuando llegó por primera vez a Narnia siguiéndola a su hermana Lucy.
Cuando Edmund llega al castillo de la Bruja Blanca, deja escapar que sus hermanos están en la casa de los castores, al cuidado de los mismos, lo que llevó a la bruja mandar a Maugrim, jefe de la policía secreta al servicio de ella, para buscarlos y aprisionarlos.
Mientras tanto, los castores y los otros tres niños Pevensie se escapan de la policía secreta de la Bruja Blanca, para después buscar a Aslan. En el camino ellos se refugian en una pequeña cueva, donde después son encontrados por Papá Noel, trayendo regalos para todos. Los castores entonces llevan a los niños sin peligro a la Mesa de Piedra, donde estaba acampando Aslan con su ejército.
El Sr. Castor participa de la batalla librada contra el ejército de la Bruja Blanca, la cual es finalmente ganada por el ejército de Aslan y Peter, cuando la mayoría de los enemigos son eliminados al morir la Bruja Blanca en batalla.